# Casinaria granula
Casinaria granula là một loài tò vò trong họ Ichneumonidae.